# Tycho (cràter)
Tycho és un prominent cràter d'impacte que es troba a la part sud de les zones altes de la Lluna. S'anomena així en honor de Tycho Brahe. La superfície lunar al seu voltant està plena de cràters de diverses mides, molt d'ells superposant-se a d'altres més antics.
Alguns dels més petits són cràters secundaris, formats pel material ejectat per l'impacte que va formar el cràter de Tycho.

Localització de Tycho (part central inferior de la imatge)
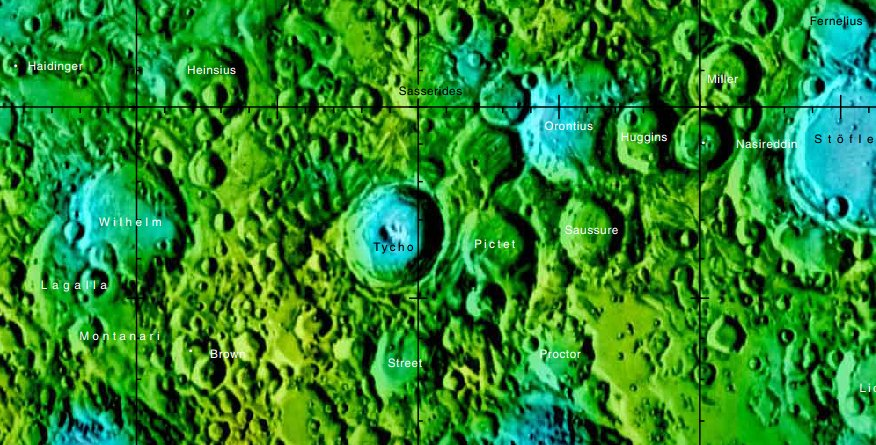
Localització de Tycho (centre de la imatge)
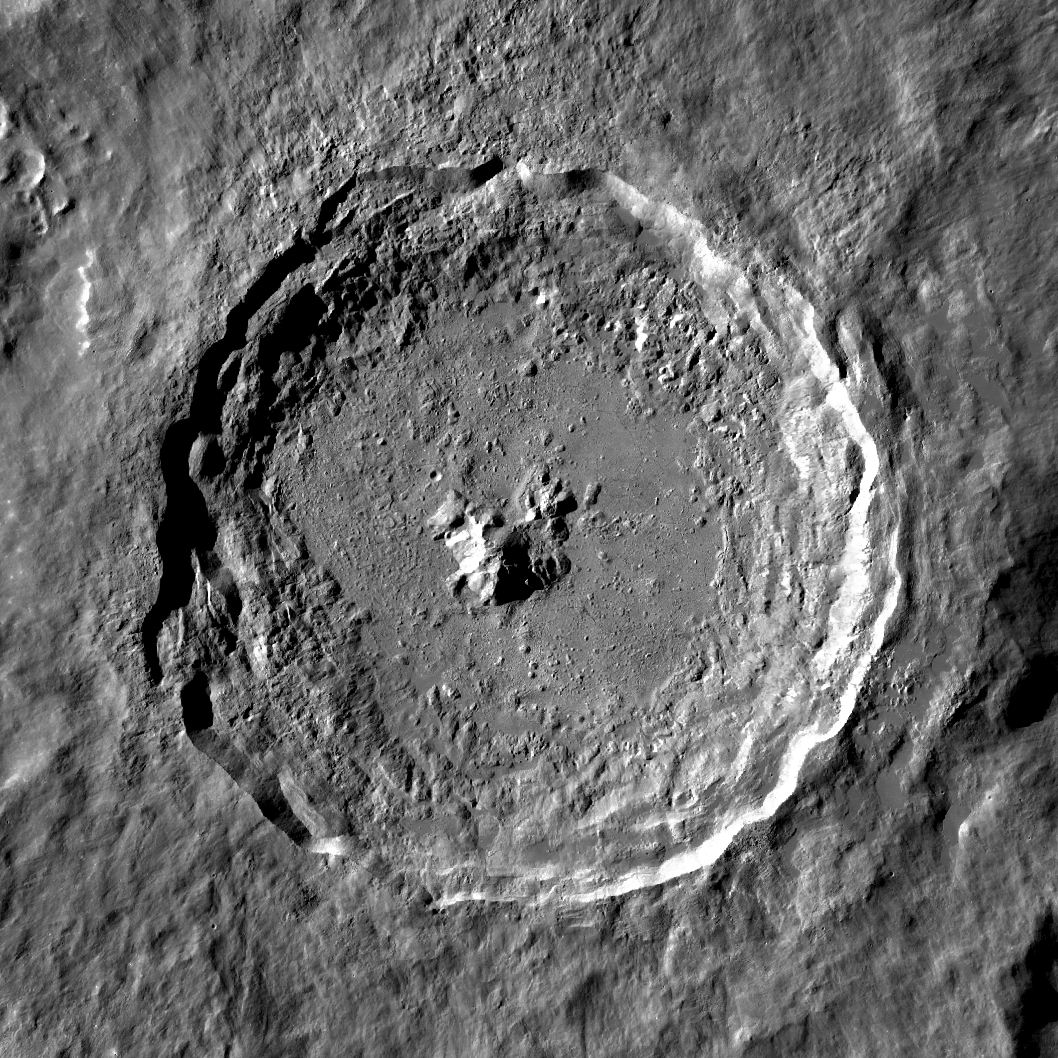
Cràter Tycho (Imatge de la missió LRO)

Tycho és un cràter relativament jove, d'una edat estimada de 108 milions d'anys. Això s'ha pogut saber gràcies a l'estudi de les mostres que van ser portades a la missió Apolo 17.
El cràter té les vores ben definides i lliures del desgast que mostren d'altres més antics. L'interior té una albedo molt alt quan el Sol incideix directament sobre ell. El cràter està envoltat d'un característic sistema radial amb mides de fins i tot 1500 km. Algunes d'aquestes marques són visibles fins i tot quan la Lluna només està il·luminada per la llum de la Terra.
Aquest cràter va aparèixer als mapes lunars el 1645, quan Antonius Maria Schyrleus de Rheita va detallar el seu brillant sistema radial de marques

## A la ficció
- El cràter Tycho va ser el lloc on es va localitzar l'anomalia magnètica de Tycho 1 (TMA-1, a l'original), el monòlit de la pel·lícula 2001: una odissea de l'espai.
- A la novel·la Al voltant de la Lluna de Jules Verne (1870) hi ha un capítol anomenat "Tycho" que descriu el cràter i el seu sistema de raigs.
- A la pel·lícula Star Trek: First Contact, William T. Riker indica a Zefram Cochrane que al segle XXIV existirà una ciutat humana al cràter Tycho, que es podrà veure a ull nu des de la Terra.
- A l'article El dret a llegir, de Richard M. Stallman, es fa referència a l'aixecament de Tycho. L'acció se situa l'any 2062, els protagonistes es traslladen a LunaCity, on el dret a llegir es defensa com a dret universal.